# Neten Chokling
Neten Chokling ou Neten Chokling Rinpoché (tibétain : གནས་བརྟན་མཆོག་གླིང་རིན་པོ་ཆེ, Wylie : gnas brtan mchog gling rin po che), né le 6 octobre 1973 à Wangdue Phodrang au Bhoutan, est un acteur, réalisateur et un tulkou tibétain reconnu  par le 16e Karmapa et par Dilgo Khyentse Rinpoché comme le 4e Neten Chokling.

## Biographie
Le 4e Neten Chokling a été reconnu à la fois par le 16e Karmapa et Dilgo Khyentse Rinpoché comme la réincarnation de Neten Chokling Pema Gyurme. Il est né le 6 octobre 1973 dans une famille pauvre à Wangdue Phodrang, au Bhoutan. Karmapa lui a donné le nom de Gyurme Dorje. À l'âge de sept ans, il a été amené à Bir au monastère de Pema Ewam Chögar Gyurme Ling fondé par son prédécesseur. Il a été intronisé par Dilgo Khyentse Rinpoché dans la ville de Clément (Uttarakhand) au monastère Ngedön Gatsal Ling. Avant d'arriver dans son monastère, il a aussi été intronisé à Rumtek par le 16e Karmapa. Il a reçu les transmissions du Kangyur, Nyingma Gyübum, Nyingma Kama, Rinchen Terdzö, et Chokling Tersar de même que beaucoup d'autres enseignements de Dilgo Khyentse Rinpoché. 
Le fils du précédent Neten Chokling, Orgyen Tobgyal Rinpoché, a participé à l'instruction de la jeune réincarnation de son père, avant de lui transmettre en 2004 la pleine responsabilité du monastère. 
Neten Chokling est une des 4e réincarnations du tertön Chogyur Lingpa,. Cette lignée remonterait au roi du Tibet Trisong Detsen qui invita au Tibet Padmasambhava.
Marié à Tenzing Choyang Gyari, fille de Lodi Gyari Rinpoché, il est le père d’un tulkou,  Urgyen Jigmey Rabsel.
En tant qu’acteur, il débute par une participation au tournage du Little Buddha de Bernardo Bertolucci. Puis il a joué dans les films La Coupe (Phörpa) en 1999 et Voyageurs et Magiciens en 2003, deux films de Khyentse Norbu. En 2006, il sortit son premier film qu'il a dirigé, Milarépa : La Voie du bonheur (Milarepa) sur le sage bouddhiste Milarépa. Le film sort en France le 7 octobre 2009 au drugstore Publicis sur les Champs-Élysées à Paris. 

## Filmographie
- Milarépa : La Voie du bonheur